# فهرست فیلم‌های ایرانی سال ۱۳۹۶
فهرست فیلم‌های ایرانی سال ۱۳۹۶
| عنوان                   | کارگردان          | نویسنده                        | بازیگران                                     |
| ----------------------- | ----------------- | ------------------------------ | -------------------------------------------- |
| آستیگمات                | مجیدرضا مصطفوی    | مجیدرضا مصطفوی پیام کرمی       | محسن کیایی باران کوثری نیکی کریمی            |
| آقای سانسور             | علی جبارزاده      | مهدی علیمیرزایی                | محمدرضا فروتن بهرام افشاری بهاره رهنما       |
| آندرانیک                | حسین مهکام        | حسین مهکام                     | الهام کردا سعید چنگیزیان                     |
| آینه بغل                | منوچهر هادی       | بابک کایدان میثم کایدان        | محمدرضا گلزار جواد عزتی نازنین بیاتی         |
| اتاق تاریک              | روح‌الله حجازی     | روح‌الله حجازی                  | ساعد سهیلی ساره بیات                         |
| اسکی‌باز                 | فریدون نجفی       | فریدون نجفی                    | امیررضا فرامرزی آوا دارویت                   |
| امیر                    | نیما اقلیما       | نیما اقلیما                    | میلاد کی‌مرام سحر دولتشاهی بهدخت ولیان        |
| اولین امضا برای رعنا    | علی ژکان          | علی ژکان افرا ابراهیم نیا      | شهرزاد کمال‌زاده علی‌رضا جلالی‌تبار             |
| بمب؛ یک عاشقانه         | پیمان معادی       | پیمان معادی                    | لیلا حاتمی پیمان معادی سیامک انصاری          |
| به وقت خماری            | محمدحسین لطیفی    | احمد رفیع‌زاده                  | هنگامه قاضیانی ابوالفضل پورعرب مهدی فخیم‌زاده |
| بنفشه آفریقایی          | مونا زندی حقیقی   | حمیدرضا بابابیگی               | فاطمه معتمدآریا سعید آقاخانی                 |
| به وقت شام              | ابراهیم حاتمی‌کیا  | ابراهیم حاتمی‌کیا               | بابک حمیدیان هادی حجازی‌فر                    |
| بهت                     | عباس رافعی        | عباس رافعی                     | رعنا آزادی‌ور مهتاب کرامتی                    |
| پاسیو                   | مریم بحرالعلومی   | مریم بحرالعلومی حامد قاسمی     | بهناز جعفری پوریا پورسرخ شقایق فراهانی       |
| پناه                    | احمد بهرامی       | احمد بهرامی                    | حسین براتی هدی آهنگر                         |
| پیشونی سفید ۲           | سید جواد هاشمی    | سید جواد هاشمی                 | لیلا اوتادی ترلان پروانه ارسلان قاسمی        |
| ترانه                   | مهدی صاحبی        | مهدی صاحبی                     | الهه حصاری امیررضا دلاوری اندیشه فولادوند    |
| ترمینال غرب             | قربانعلی طاهرفر   | محمد نیکدل                     | محسن افشانی متین ستوده ثریا قاسمی            |
| تگزاس                   | مسعود اطیابی      | بابک کایدان میثم کایدان        | پژمان جمشیدی سام درخشانی حمید فرخ‌نژاد        |
| جاده قدیم               | منیژه حکمت        | منیژه حکمت                     | مهتاب کرامتی آتیلا پسیانی محمدرضا غفاری      |
| جشن دلتنگی              | پوریا آذربایجانی  | پوریا آذربایجانی مونا سرتوه    | محسن کیایی بابک حمیدیان مینا ساداتی          |
| جن زیبا                 | بایرام فضلی       | بایرام فضلی                    | فرهاد اصلانی نورگل یشیلچای                   |
| چهارراه استانبول        | مصطفی کیایی       | مصطفی کیایی                    | بهرام رادان سحر دولتشاهی محسن کیایی          |
| چهل کچل                 | صادق صادق دقیقی   | عبدالجبار دلدار پروانه مرزبان  | پژمان بازغی سوگل طهماسبی مریم بوبانی         |
| چهل و هفت               | احمد اطراقچی      | احمد اطراقچی                   | ریما رامین‌فر لادن مستوفی شقایق فراهانی       |
| خالتور                  | آرش معیریان       | آرش معیریان                    | پوریا پورسرخ علی صادقی مهران غفوریان         |
| خانم یایا               | عبدالرضا کاهانی   | عبدالرضا کاهانی                | رضا عطاران امین حیایی حمید فرخ‌نژاد           |
| خجالت نکش               | رضا مقصودی        | رضا مقصودی افرا جورابلو        | احمد مهران‌فر شبنم مقدمی                      |
| خوک                     | مانی حقیقی        | مانی حقیقی                     | حسن معجونی لیلا حاتمی                        |
| دارکوب                  | مریم بحرالعلومی   | حامد قاسمی                     | امین حیایی مهناز افشار سارا بهرامی           |
| داش آکل                 | محمد عرب          | منصور ابراهیمی                 | حسین یاری مهران غفوریان نیما شاهرخ شاهی      |
| در وجه حامل             | بهمن کامیار       | بهمن کامیار                    | ژاله صامتی محمدرضا غفاری                     |
| درخونگاه                | سیاوش اسعدی       | نیما نادری                     | امین حیایی ژاله صامتی مهراوه شریفی‌نیا        |
| درساژ                   | پویا بادکوبه      | حامد رجبی                      | علی مصفا شبنم مقدمی یسنا میرطهماسب           |
| رضا                     | علیرضا معتمدی     | علیرضا معتمدی                  | رضا داوودنژاد ستاره پسیانی سحر دولتشاهی      |
| روزهای نارنجی           | آرش لاهوتی        | آرش لاهوتی                     | هدیه تهرانی علی مصفا                         |
| سال دوم دانشکده من      | رسول صدر عاملی    | پرویز شهبازی                   | پدرام شریفی سها نیاستی ویشکا آسایش           |
| سراسر شب                | فرزاد مؤتمن       | زامیاد سعدوندیان فرزاد مؤتمن   | الناز شاکردوست امیر جعفری آزاده صمدی         |
| سرو زیر آب              | محمدعلی باشه‌آهنگر | محمدعلی باشه‌آهنگر              | بابک حمیدیان مینا ساداتی                     |
| سوءتفاهم                | احمدرضا معتمدی    | احمدرضا معتمدی                 | کامبیز دیرباز مریلا زارعی                    |
| شاید عشق نبود           | سعید ابراهیمی‌فر   | سعید ابراهیمی‌فر                | پدرام شریفی سیامک انصاری نیکی کریمی          |
| شهر اردیبهشت            | مهرداد فلاحتگر    | فرهاد فلاحتگر                  | مریم کاویانی علی اوسیوند                     |
| عرق سرد                 | سهیل بیرقی        | سهیل بیرقی                     | باران کوثری امیر جدیدی هدی زین‌العابدین       |
| عزیز میلیون دلاری       | امید نیاز         | امید نیاز                      | علی صادقی رضا شفیعی جم امیر غفارمنش          |
| کاتیوشا                 | علی عطشانی        | علی عطشانی مهدی علیمیرزایی     | هادی حجازی‌فر احمد مهران‌فر                    |
| کار کثیف                | خسرو معصومی       | خسرو معصومی                    | پدرام شریفی الهام نامی                       |
| کارت پرواز              | مهدی رحمانی       | مهدی رحمانی بهمن کامیار        | ندا جبرائیلی منصور شهبازی                    |
| کامیون                  | کامبوزیا پرتوی    | کامبوزیا پرتوی                 | سعید آقاخانی نیکی کریمی                      |
| گرگ‌بازی                 | عباس نظام دوست    | مجید اسماعیلی                  | نگار جواهریان هانیه توسلی                    |
| گیلدا                   | امید بنکدار       | امید بنکدار                    | مهناز افشار رضا شفیعی جم                     |
| لاتاری                  | محمدحسین مهدویان  | ابراهیم امینی محمدحسین مهدویان | ساعد سهیلی هادی حجازی‌فر جواد عزتی            |
| لازانیا                 | حسین قناعت        | احمد احمدی حسین قناعت          | سید جواد رضویان نفیسه روشن ارژنگ امیرفضلی    |
| لس آنجلس تهران          | تینا پاکروان      | تینا پاکروان آنالی اکبری       | مهناز افشار پرویز پرستویی                    |
| لونه زنبور              | برزو نیک‌نژاد      | محسن کیایی                     | محسن کیایی پژمان جمشیدی                      |
| ما خیلی باحالیم         | بهمن گودرزی       | سید محسن جاهد                  | مهران غفوریان مجید صالحی                     |
| مارموز                  | کمال تبریزی       | آیدین سیارسریع                 | ویشکا آسایش حامد بهداد                       |
| مصادره                  | مهران احمدی       | علی فرقانی                     | رضا عطاران هومن سیدی                         |
| مغزهای کوچک زنگ‌زده      | هومن سیدی         | هومن سیدی                      | نوید محمدزاده نوید پورفرج                    |
| ناپدید شدن              | علی عسگری         | علی عسگری فرنوش صمدی           | صدف عسگری امیررضا رنجبران                    |
| نهنگ عنبر ۲: سلکشن رؤیا | سامان مقدم        | سامام مقدم                     | رضا عطاران مهناز افشار                       |
| هایلایت                 | اصغر نعیمی        | اصغر نعیمی                     | پژمان بازغی آزاده زارعی                      |
| هزارپا                  | ابوالحسن داوودی   | امیر برادران مصطفی زندی        | رضا عطاران سارا بهرامی جواد عزتی             |
| همه می‌دانند             | اصغر فرهادی       | اصغر فرهادی                    | خاویر باردم پنه‌لوپه کروز                     |
| نبات                    | پگاه ارضی         | پگاه ارضی                      | نازنین فراهانی شهاب حسینی                    |